# أستريت حافظي
أستريت حافظي (بالألبانية: Astrit Hafizi‏) هو مدرب كرة قدم ولاعب كرة قدم ألباني في مركز الوسط، ولد في 15 سبتمبر 1953 في إشقودرة في ألبانيا. لعب مع دينامو تيرانا.

## وصلات خارجية
- أستريت حافظي على موقع قاعدة بيانات كرة القدم.إي يو (الإنجليزية)